# Calvisia suspecta
Calvisia suspecta är en insektsart som beskrevs av Carl 1913. Calvisia suspecta ingår i släktet Calvisia och familjen Diapheromeridae. Inga underarter finns listade.